# USS Chesapeake (FFG-64)
«Чесапік» (англ. USS Chesapeake (FFG-64)) — майбутній фрегат типу «Констелейшн». Це шостий корабель у складі ВМС США з цією назвою.

## Історія створення
Корабель був замовлений 16 травня 2022 року.
Планований час вступу у стрій - 2028 рік.